# Karin Keller-Sutter
Karin Keller-Sutter (Uzwil, 22 de diciembre de 1963) es una política suiza y miembro del PLR, Los Liberales. Actualmente es miembro del Consejo Federal de Suiza, el gobierno federal de Suiza, y jefa del Departamento federal de finanzas desde el 1 de enero de 2023. En 2025 ocupa la Presidencia de la Confederación Suiza.

## Biografía
Karin Keller-Sutter vivió su infancia en Wil antes de mudarse a Neuchâtel. Estudió interpretación de idiomas en la Escuela de Intérpretes de Zúrich (ahora la Escuela de Lingüística Aplicada en la Universidad de Ciencias Aplicadas de Zúrich). Luego trabajó a título privado mientras estudiaba ciencias políticas en Londres y Montreal. Se graduó en la Universidad de Friburgo y trabajó como profesora en una escuela profesional.

### Carrera política
Keller-Sutter emprendió una carrera política como concejala municipal entre 1992 y 2000. Presidió la asamblea municipal en 1997.
De 1996 a 2000 fue diputada del Consejo Cantonal mientras presidía el brazo local del FDP.
El 12 de marzo de 2000, Keller-Sutter fue elegida para el Consejo de Gobierno del Cantón de San Galo, donde fue nombrada para el Departamento de Seguridad y Justicia. Fue vicepresidenta de la Conferencia de Directores Cantonales de Justicia y Policía y presidió el gobierno en 2006-2007.
El 22 de septiembre de 2010, Keller-Sutter fue candidata al Consejo Federal Suizo para suceder a Hans-Rudolf Merz pero no fue elegida.
El 23 de octubre de 2011, fue elegida para representar al cantón de San Galo en el Consejo de los Estados.
Karin Keller-Sutter es la Vicepresidenta de los Fideicomisarios de la Fundación Gallen para Estudios Internacionales.
El 8 de octubre de 2018, anunció una vez más su candidatura para el Consejo Federal Suizo, esta vez para suceder a Johann Schneider-Ammann, quien había presentado su renuncia.
El 5 de diciembre de 2018, fue elegida para el Consejo Federal Suizo con 154 votos de un total de 237.